# Leningradki
Leningradki (în rusă Ленинградки este un cântec  patriotic rusesc, comemorând asediul Leningradului din perioada celui de-al Doilea Război Mondial. Cântecuk a fost compus de Viktor Pleșak pe versuri de Maks Dahie. Melodia a fost reluată ulterior în prima parte a oratoriului Leningradki, tot de compus Viktor Pleșak. Cântecul a fost cântat pentru prima oară în 2007 de Elena Vaenga.

## Text
| Text original în limba rusă | Traducere în limba română |
| Ты знаешь, ты помнишь, подруга, Хоть память о том тяжела, Жестока военная вьюга По улицам мертвым мела. Мы горечь потерь без остатка Испили до самого дна. Ведь мы же с тобой ленинградки, Мы знаем, что значит война. Ведь мы же с тобой ленинградки, Мы знаем, что значит война. Развалины старого дома, Где мы тебя ждали всегда. И яростный пульс метронома Средь крови, железа и льда. Листочки из школьной тетрадки: “Все умерли, Таня одна…” А мы ведь с тобой ленинградки, Мы знаем, что значит война. А мы ведь с тобой ленинградки, Мы знаем, что значит война. Салютов рассыпятся искры, Свой шаг ускоряют года. Под небом просторным и чистым Все краше встают города. Пусть внуки уснули в кроватках, Ведь деткам нужна тишина. Ведь мы же с тобой ленинградки, Мы знаем, что значит война. Ведь мы же с тобой ленинградки Мы помним, что значит война. | Știi, îți amintești, prietene Deși este o amintire grea, În acest război, viscolul brutal A trecut peste străzile moarte. Și am băut această băutură amară Până la fund pentru cei care ne-au părăsit. La urma urmei, suntem leningrădeni ca tine, Știm ce înseamnă război. La urma urmei, suntem leningrădeni ca tine, Știm ce înseamnă război. Ruinele unei case vechi Unde te-am așteptat mereu. Și pulsul furios al metronomului Între sânge, fier și gheață. File dintr-un caiet de școală: „Toți au murit, Tanya este singură…” Și suntem leningrăadeni ca voi, Știm ce înseamnă război. Și suntem leningrăadeni ca voi, Știm ce înseamnă război. Focuri de artificii fulgeră, Intensitatea lor se mărește cu anii. Sub cer spațios și senin Se ridică Orașe din ce în ce mai frumoase. Lasă nepoții să adoarmă în paturile lor, La urma urmei, copiii au nevoie de liniște. La urma urmei, suntem leningrădeni ca voi, Știm ce înseamnă război. La urma urmei, suntem leningrădeni ca tine Ne amintim ce înseamnă război. |